# Shawnee (Oklahoma)
Shawnee és una ciutat dels Estats Units a l'estat d'Oklahoma. Segons el cens del 2000 tenia 28.692 habitants.

## Demografia
Segons el cens del 2000, Shawnee tenia 28.692 habitants, 11.311 habitatges, i 7.306 famílies. La densitat de població era de 262,1 habitants per km².
Dels 11.311 habitatges en un 29,7% hi vivien nens de menys de 18 anys, en un 46,2% hi vivien parelles casades, en un 14,4% dones solteres, i en un 35,4% no eren unitats familiars. En el 30,4% dels habitatges hi vivien persones soles el 13,3% de les quals corresponia a persones de 65 anys o més que vivien soles. El nombre mitjà de persones vivint en cada habitatge era de 2,38 i el nombre mitjà de persones que vivien en cada família era de 2,96.
Per edats la població es repartia de la següent manera: un 24,3% tenia menys de 18 anys, un 15,2% entre 18 i 24, un 25,5% entre 25 i 44, un 19,6% de 45 a 60 i un 15,3% 65 anys o més.
L'edat mediana era de 33 anys. Per cada 100 dones de 18 o més anys hi havia 89,2 homes.
La renda mediana per habitatge era de 27.659 $ i la renda mediana per família de 35.690 $. Els homes tenien una renda mediana de 29.792 $ mentre que les dones 20.768 $. La renda per capita de la població era de 15.676 $. Entorn del 13,8% de les famílies i el 17,8% de la població estaven per davall del llindar de pobresa.

## Poblacions més properes
El següent diagrama mostra les poblacions més properes.